# Marisol Landázuri
Narcisa Marizol Landázuri Benítez (Esmeraldas, 20 de agosto de 1992) es una velocista ecuatoriana.

## Biografía
Nació en la provincia de Esmeraldas el 20 de agosto de 1992. Estudió en la Universidad Estatal de Guayaquil. Marizol cuenta con una larga trayectoria en la disciplina del atletismo. Su pasión por el deporte inicia desde temprana edad, a los nueve años empezó a competir en los mejores escenarios nacionales e internacionales como: Juegos Olímpicos de Río de Janeiro de 2016, el Grand Prix Colombia 2017, el Campeonato Mundial de Atletismo IAAF Londres 2017, y los Juegos Bolivarianos Santa Marta 2017.
Marizol se destaca especialmente en los 100 y 200 metros planos. Además forma parte del equipo ecuatoriano de Postas 4 × 100 m, reconocido por ser sumamente competitivo a nivel mundial.

## Competencias
Marizol Landázuri posee una larga trayectoria en el atletismo.
La atleta ecuatoriana, obtuvo la medalla de Oro rompiendo sus propios récords en las pruebas de 100 y 200 metros planos en el Campeonato Nacional de Atletismo Grand Prix Richard Boroto, realizado en la ciudad de Cuenca, en marzo de 2019.

### Juegos Suramericanos 2018
Marizol se caracterizó por haber conseguido la medalla de oro en los 100 metros de los Juegos Sudamericanos de Bolivia.
Posteriormente criticó a los organismos encargados de la protección e impulso de los deportistas, indicando que no recibió apoyo económico por parte del “Plan de Alto Rendimiento” del atletismo ecuatoriano. Por tal motivo, señaló “esta medalla no es ni del Ministerio del Deporte ni de la Federación Ecuatoriana de Atletismo, es del país y de todas las personas que me ayudaron”.
Consiguió financiamiento de distintas empresas que le permitieron continuar con sus ciclos de entrenamiento en España y Estados Unidos y así participar en los Juegos Sudamericanos de 2018, con un récord de 11 minutos con 12 segundos.
Debido a la marca establecida ha recibido propuestas para competir en Europa y ahora con el financiamiento de amigos y familiares ya firmó contrato con su nuevo club en España.

### Panamericano de Lima 2019
Landázuri estuvo inscrita en el equipo de 30 competidores ecuatorianos para el Panamericano de Lima. No obstante, debido a una ruptura del bíceps femoral derecho, y tras el diagnóstico médico, se le suspendió toda actividad deportiva, añadiendo además el proceso de rehabilitación de 30 días.  
| Año  | Competencia                            | Lugar                  | Puesto        | Evento           |
| 2013 | Juegos Bolivarianos                    | Trujillo, Perú         | Tercer lugar  | Relevos 4x 100 m |
| 2014 | Campeonato Iberoamericano              | São Paulo, Brasil      | Quinto lugar  | 100 m            |
| 2015 | Campeonato Mundial de Relevos          | Nasáu, Bahamas         | Primer lugar  | Relevos 4x 100 m |
| 2015 | Campeonato Sudamericano de Atletismo   | Lima, Perú             | Séptimo lugar | 100 m            |
| 2015 | Campeonato Sudamericano de Atletismo   | Lima, Perú             | Cuarto lugar  | Relevos 4x 100 m |
| 2015 | Juegos Panamericanos                   | Toronto, Canadá        | Puesto 14     | 100 m            |
| 2015 | Juegos Panamericanos                   | Toronto, Canadá        | Puesto 19     | 200 m            |
| 2015 | Juegos Panamericanos                   | Toronto, Canadá        | Noveno lugar  | Relevos 4x 100 m |
| 2015 | Campeonato Mundial                     | Beijing, China         | Puesto 35     | 100 m            |
| 2016 | Campeonato Iberoamericano              | Río de Janeiro, Brasil | Tercer lugar  | 100 m            |
| 2016 | Campeonato Iberoamericano              | Río de Janeiro, Brasil | Sexto lugar   | 200 m            |
| 2016 | Juegos Olímpicos                       | Río de Janeiro, Brasil | Puesto 19     | 100 m            |
| 2017 | Campeonato Mundial de Relevos          | Nasáu, Bahamas         | Primer lugar  | Relevos 4x 100 m |
| 2017 | Campeonato Sudamericano                | Asunción, Paraguay     | Cuarto lugar  | 100 m            |
| 2017 | Campeonato Sudamericano                | Asunción, Paraguay     | Séptimo lugar | 200 m            |
| 2018 | Juegos Sudamericanos                   | Cochabamba, Bolivia    | Primer lugar  | 100 m            |
| 2018 | Juegos Sudamericanos                   | Cochabamba, Bolivia    | Quinto lugar  | 200 m            |
| 2018 | Campeonato Iberoamericano de Atletismo | Trujillo, Perú         | Cuarto lugar  | 100 m            |
| 2019 | Campeonato Mundial de Relevos          | Yokohama, Japón        | Puesto 16     | Relevos 4x 100 m |
| 2019 | Campeonato Mundial de Relevos          | Yokohama, Japón        | Sexto puesto  | Relevos 4x 100 m |

## Emprendimiento gastronómico
Hace dos años fundó su empresa “La Costa Fresh”, en la ciudad de Quito.  